# Insolentipalpus olivens
Insolentipalpus olivens är en fjärilsart som beskrevs av George Thomas Bethune-Baker 1908. Insolentipalpus olivens ingår i släktet Insolentipalpus och familjen nattflyn. Inga underarter finns listade i Catalogue of Life.